# Salix balansae
Salix balansae är en videväxtart som beskrevs av Karl Otto von Seemen. Salix balansae ingår i släktet viden, och familjen videväxter. Utöver nominatformen finns också underarten S. b. hunanensis.